# Paolo Dal Soglio
Paolo Dal Soglio (Italia, 29 de julio de 1970) es un atleta italiano retirado especializado en la prueba de lanzamiento de peso, en la que consiguió ser campeón europeo en pista cubierta en 1996.

## Carrera deportiva
En el Campeonato Europeo de Atletismo en Pista Cubierta de 1996 ganó la medalla de oro en el lanzamiento de peso, con una marca de 20.50 metros, superando a los alemanes Dirk Urban y Oliver-Sven Buder (bronce con 19.91 metros).